# Argument funkcji
Argument funkcji, zmienna niezależna – element dziedziny dowolnej funkcji matematycznej. Dla funkcji n-argumentowych elementem dziedziny jest krotka n argumentów.